# Radio Aladin
Radio Aladin war ein privater Hörfunksender aus Ammerndorf. Betreiber war die Radio Aladin Programmanbietergesellschaft mbH an der zu 60 % Werner Pfefferlein und zu 40 % Ursula Pfefferlein beteiligt waren.

## Geschichte
Radio Aladin sendete als einer der ersten regionalen Hörfunksender seit dem 3. Dezember 1986. Am 25. Juli 1986 wurden fünf terrestrische Frequenzen ausgeschrieben. Die Frequenz 98,6 MHz erhielt Radio Charivari musste sich jedoch die Frequenz mit Radio Aladin teilen, das das Programm an Sams- und Sonntagen zwischen 14:00 und 18:00 Uhr gestaltete. In seiner Sitzung am 12. Oktober 2000 hatte der Medienrat der Bayerischen Landeszentrale für neue Medien eine Neuordnung der lokalen Hörfunkangebote in Nürnberg beschlossen.
Am 28. Mai 2001 übernahm Radio Aladin die Frequenz 95,8 MHz, die bis dahin Energy Nürnberg nutzte. Die 95,8 teilte Radio Aladin sich mit Radio Z. Radio Aladin sendete von 2:00 bis 14:00 Uhr, angestrebt wurde eine eigene Frequenz. Die durchschnittliche Reichweite ging jedoch von 0,2 Prozent (2002 bis 2004) auf nahezu 0,0 Prozent (2006) zurück. Radio Aladin stellte den Sendebetrieb zum 31. Dezember 2006 ein, Ende des Genehmigungszeitraumes wäre am 31. Oktober 2008 gewesen. Die Frequenz übernahm star FM.
Der nach eigenen Angaben „typische Aladin-Sound“ bestand aus melodischen Titeln aus den Bereichen Soul, Blues, Funk, contemporary Jazz und Pop. Die Gesellschaft firmierte in den letzten Jahren als aladin media and sports gmbh Ammerndorf und wurde erst im Juni 2018 liquidiert.